# Фузия
Фу́зия (лат. fusio «слияние») — способ соединения морфем, при котором фонетические изменения (чередования) на стыке морфем делают неочевидным место морфемной границы.
Примером фузии является, между прочим, само слово fusio: в нём соединены корень fu(n)d- и суффикс -tio, причём -d и t- накладываются друг на друга и дают -s-, «через которое» проходит морфемная граница. Это частичная фузия (так как fu- бесспорно принадлежит корню, а -io суффиксу). Примером полной фузии является, например, русский инфинитив стричь, где нельзя бесспорно выделить суффикс: обычная морфема -ть благодаря чередованию «слита» с последним согласным корня -г и «растворена» в корне: стриг+т'=стрич'.
Противоположностью фузии является агглютинация.
Фузия характерна для флективных языков (часто называемых также фузионными).